# Renato Valenzuela
Renato Valenzuela Labbé (Santiago de Chile, 7 de abril de 1914 - 4 de julio de 2013) fue un abogado y político chileno, militante del Partido Demócrata Cristiano de Chile, quien ejerció como diputado por la antigua provincia de Colchagua en el periodo 1965-1969. 

## Biografía
Nació el 7 de abril de 1914 en Santiago. Hijo de David Valenzuela Torrealba y Dorila Labbé Torrealba.
Estudió en el Liceo Alemán de Santiago de donde egresó en 1931. Cursó la carrera de leyes en la Pontificia Universidad Católica de Chile, realizando la Memoria "De la rendición de cuentas en materia civil" para optar al grado de licenciado en Leyes y Ciencias Políticas el año 1941. Obtuvo el título de abogado el 13 de enero de 1943. 
Se casó en Maipú el 17 de mayo de 1946 con Blanca Cecilia Silva Gerdtzen. En 2006 celebró, junto a su esposa y familia, 60 años de matrimonio. 
Murió el 4 de julio de 2013 y fue sepultado en el Cementerio Católico de Santiago.

## Carrera política
Militó en el Partido Demócrata Cristiano de Chile.  Fue diputado por la Décima Agrupación Departamental San Fernando y Santa Cruz, período 1965-1969. Integró la Comisión Permanente de Relaciones Exteriores; y la de Trabajo y Legislación Social. 